# Peter Maiwald
Peter Maiwald (ur. 8 listopada 1946 w Grötzingen, zm. 1 grudnia 2008 w Düsseldorfie) – niemiecki poeta. 
Studiował w Monachium. W 1969 osiadł w Neuss nad Renem i poświęcił się wyłącznie pracy pisarskiej. Swoje wiersze, pieśni i krótkie utwory prozą publikował w radio i czasopismach. W 1983 otrzymał nagrodę miasta Bad Homburga. Opublikowany w 1984 roku tom wierszy Balden von Samstag auf Sonntag. Gedichte (Ballady z soboty na niedzielę. Wiersze) zawiera utwory prowokujące i drapieżne. Łączą one akcenty krytyki społecznej z głębokim liryzmem.

## Prace
- Geschichten vom Arbeiter B., München 1975
- Antwort hierzulande, München 1976
- Die Leute von der Annostraße, Oberhausen 1979
- Balladen von Samstag auf Sonntag, Stuttgart 1984
- Guter Dinge, Stuttgart 1987
- Zugänge – Ausgänge, Köln 1989
- Das Gutenbergsche Völkchen, Frankfurt am Main 1990
- Springinsfeld, Frankfurt am Main 1992
- Wortkino, Frankfurt am Main 1993
- Lebenszeichen, Frankfurt am Main 1997
- Pauls Zauberland heißt Samarkand, Frankfurt am Main 1998
- 100 Geschichten, München [u.a.] 2004
- Die Stillegung